# Pierre Longue (Pluherlin)
Pour les articles homonymes, voir Pierre longue.
La Pierre longue est un menhir situé à Pluherlin dans le département français du Morbihan.

## Historique
Le menhir s'est affaissée en 1987 à la suite d'un orage.

## Description
Le menhir mesure 5,20 m de hauteur et 2,15 m au plus large . Il porte l'inscription « LOROIS PRÉFET 1836 », qui fait probablement référence à la date d'ouverture de la route départementale voisine, Édouard Lorois ayant été préfet du Morbihan de 1830 à 1848.

## Légende
Selon la croyance locale, le menhir serait un gravillon tombé de la sandale de Gargantua.